# Friedrichs-Gymnasium Berlin

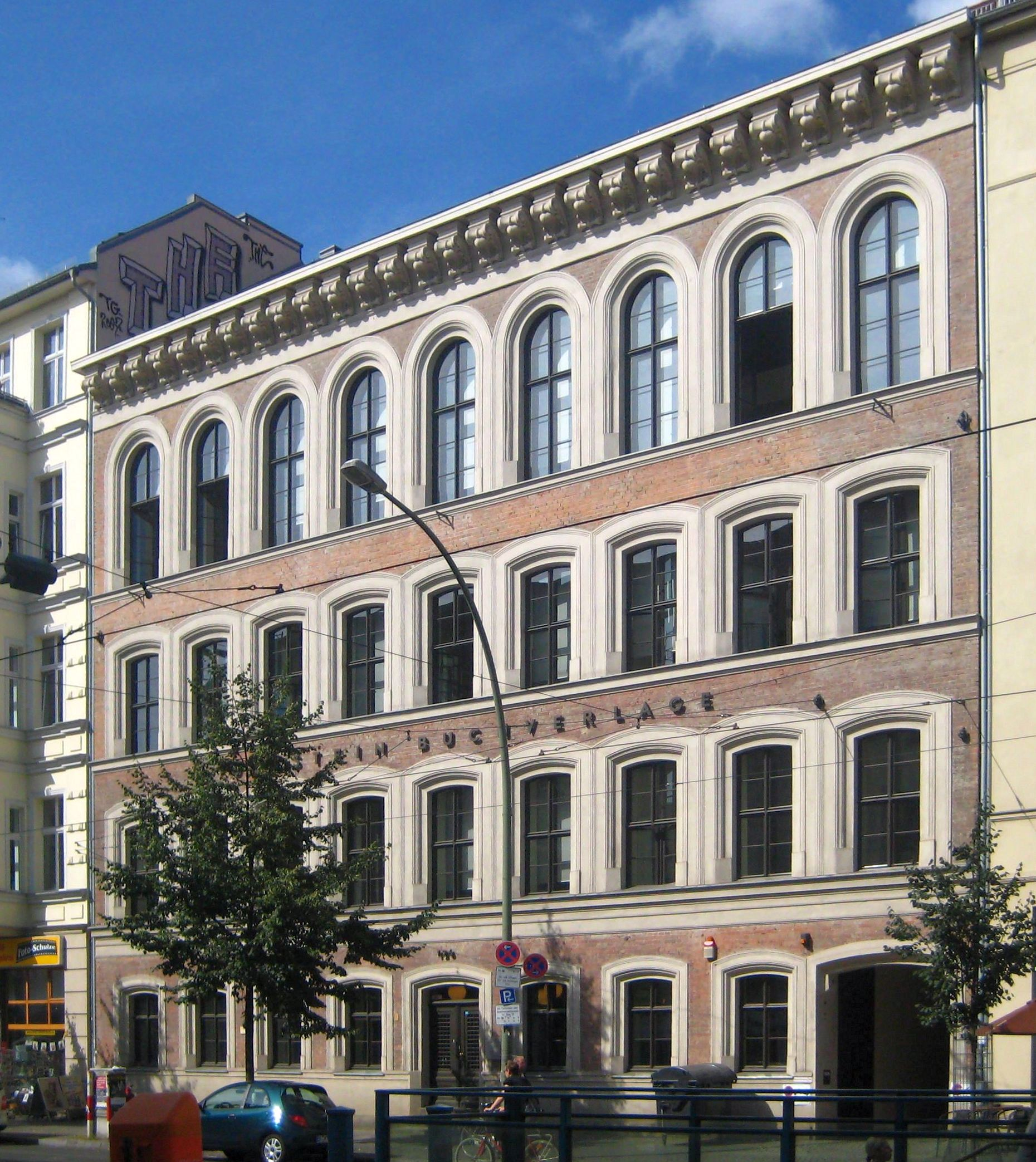
Friedrichs-Gymnasium Friedrichstraße 126

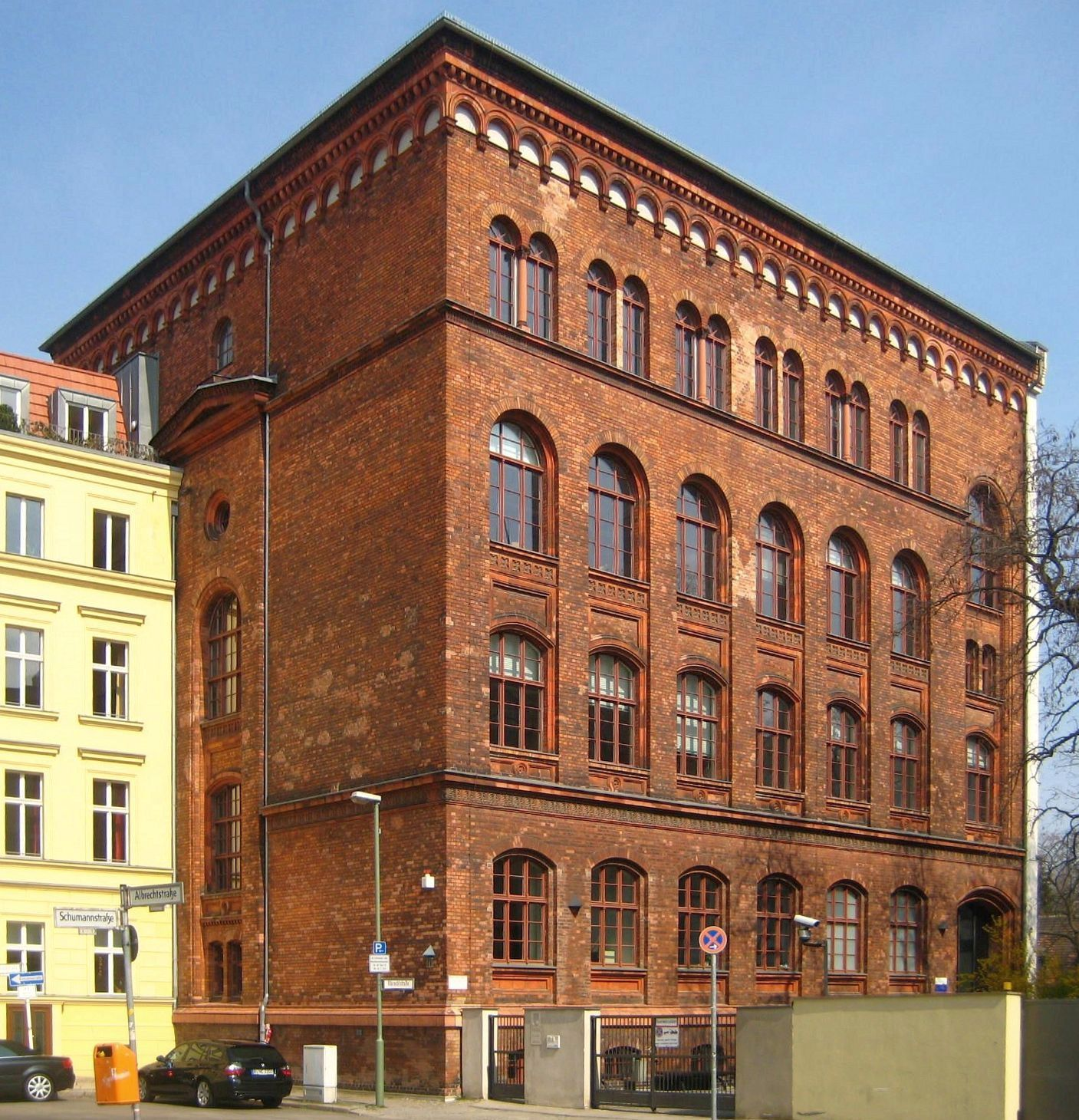
Friedrich-Realschule Albrechtstraße 27

Das Friedrichs-Gymnasium und -Realschule war eine 1850 eröffnete höhere Schule in Berlin-Mitte, Friedrichstraße 126. Seit 2004 dient das Gebäude als Sitz des Ullstein Verlages.

## Geschichte
Das 1848/1849 als erster Schulbau der Friedrich-Wilhelm-Stadt errichtete Gebäude nahm am 11. April 1850 als Friedrich-Wilhelmstädtische höhere Lehranstalt den Lehrbetrieb auf. Die Trägerschaft lag bei der Stadt. 1856 wurde die Schule nach König Friedrich II. umbenannt. Gründungsdirektor war Adolf Ferdinand Krech. Der Bau in der Friedrichstraße 126 bestand ursprünglich aus einem Vorder- und einem Hintergebäude; ein zweites Hintergebäude wurde 1889 erbaut. 1858 fand die erste Abiturprüfung statt. 1860 wurde ein Seminar für neue Sprachen unter Ludwig Herrig angeschlossen. Direktoren waren der Literaturhistoriker Ernst Voigt und ab 1902 sein Nachfolger Adolf Trendelenburg (Jahresgehalt 6900 Mark).
Mit dem Gymnasium war bis 1875 eine Realschule verbunden, die als Friedrichs-Realgymnasium dann in einen Neubau von Hermann Blankenstein in der Albrechtstraße 27 umzog, bevor diese in der Tempelhofer Vorstadt den 1905/06 von Ludwig Hoffmann errichteten Bau zwischen Schleiermacher- und Mittenwalder Straße bezog (jetzt Leibniz-Schule). Den Namen behielt sie bis 1938, danach hieß sie bis 1945 nach dem Nazi-General Karl Litzmann, der hier sein Abitur abgelegt hatte.
Parallel dazu bestand im eingemeindeten Neukölln von 1921 ein Kaiser-Friedrich-Realgymnasium, das 1930 in Karl-Marx-Schule in einem größeren Schulkomplex umbenannt wurde.
Das Gebäude in der Albrechtstraße 27 diente in der DDR-Zeit als Sitz der Fach-/Berufsschule für Gaststätten und Hotelwesen. Danach war hier das Oberstufenzentrum Verkehr, Wohnungswirtschaft, Steuer untergebracht.
Nach der Wende kaufte der Hamburger Investor Harm Müller-Spreer das Friedrichs-Gymnasium und ließ es nach den Plänen von David Chipperfield renovierten. 2004 zog der zur Bornnier Gruppe gehörende Ullstein-Verlag zurück nach Berlin, wo er 1903 unter dem Dach des von Leopold Ullstein und seinen fünf Söhnen geleiteten Berliner Zeitungs- und Zeitschriftenunternehmens gegründet worden war.